# Liste der Regierungschefs von Ruanda
Dies ist eine Liste der Premierminister von Ruanda seit den Kommunalwahlen 1960 und der folgenden Erlangung der Unabhängigkeit 1962.

## Liste der Amtsinhaber
| Nr.             |                                                                      | Name (Lebensdaten)                     | Amtszeit         | Amtszeit        | Partei                | Bemerkungen   |
| Nr.             |                                                                      | Name (Lebensdaten)                     | Beginn           | Ende            | Partei                | Bemerkungen   |
| --------------- | -------------------------------------------------------------------- | -------------------------------------- | ---------------- | --------------- | --------------------- | ------------- |
| 1.              | Grégoire Kayibanda (1962)                                            | Grégoire Kayibanda (* 1924; † 1976)    | 19. Oktober 1960 | 1. Juli 1962    | Parmehutu             | Hutu          |
| Amt abgeschafft |                                                                      |                                        |                  |                 |                       |               |
| 2.              |                                                                      | Sylvestre Nsanzimana (* 1936; † 1999)  | 12. Oktober 1991 | 2. April 1992   | MRND                  | Hutu          |
| 3.              |                                                                      | Dismas Nsengiyaremye (* 1945)          | 2. April 1992    | 18. Juli 1993   | MDR                   | Hutu          |
| 4.              |                                                                      | Agathe Uwilingiyimana (* 1953; † 1994) | 18. Juli 1993    | 7. April 1994   | MDR                   | Hutu ermordet |
| 5.              |                                                                      | Jean Kambanda (* 1955)                 | 9. April 1994    | 19. Juli 1994   | MDR                   | Hutu gestürzt |
| 6.              | Faustin Twagiramungu (Januar 2013)                                   | Faustin Twagiramungu (* 1945; † 2023)  | 19. Juli 1994    | 31. August 1995 | MDR                   | Hutu          |
| 7.              | Pierre-Célestin Rwigema, 1996                                        | Pierre-Célestin Rwigema (* 1953)       | 31. August 1995  | 8. März 2000    | MDR                   | Hutu          |
| 8.              | Bernard Makuza, 2018                                                 | Bernard Makuza (* 1961)                | 8. März 2000     | 7. Oktober 2011 | MDR ab 2003 parteilos | Hutu          |
| 9.              | Pierre Habumuremyi                                                   | Pierre Habumuremyi (* 1961)            | 7. Oktober 2011  | 24. Juli 2014   | RPF                   | Hutu          |
| 10.             | Anastase Murekezi (2014)                                             | Anastase Murekezi (* 1952)             | 24. Juli 2014    | 30. August 2017 | SDP                   | Hutu          |
| 11.             | Dr. Edouard Ngirente, Aufnahme ~2018, von Fotograf/Künstler: Fiacozo | Édouard Ngirente (* 1973)              | 30. August 2017  | 24. Juli 2025   |                       |               |
| 12.             |                                                                      | Justin Nsengiyumva                     | 25. Juli 2025    | amtierend       |                       | [ 1 ] [ 2 ]   |